# Hydrolaetare
Hydrolaetare es un género de anfibios anuros de la familia Leptodactylidae. Las especies del género se distribuyen de manera parcheada por la cuenca amazónica.

## Especies
Se reconocen las tres especies siguientes según ASW:
- Hydrolaetare caparu Jansen, Gonzales-Álvarez & Köhler, 2007
- Hydrolaetare dantasi (Bokermann, 1959)
- Hydrolaetare schmidti (Cochran & Goin, 1959)